# Биллитонит

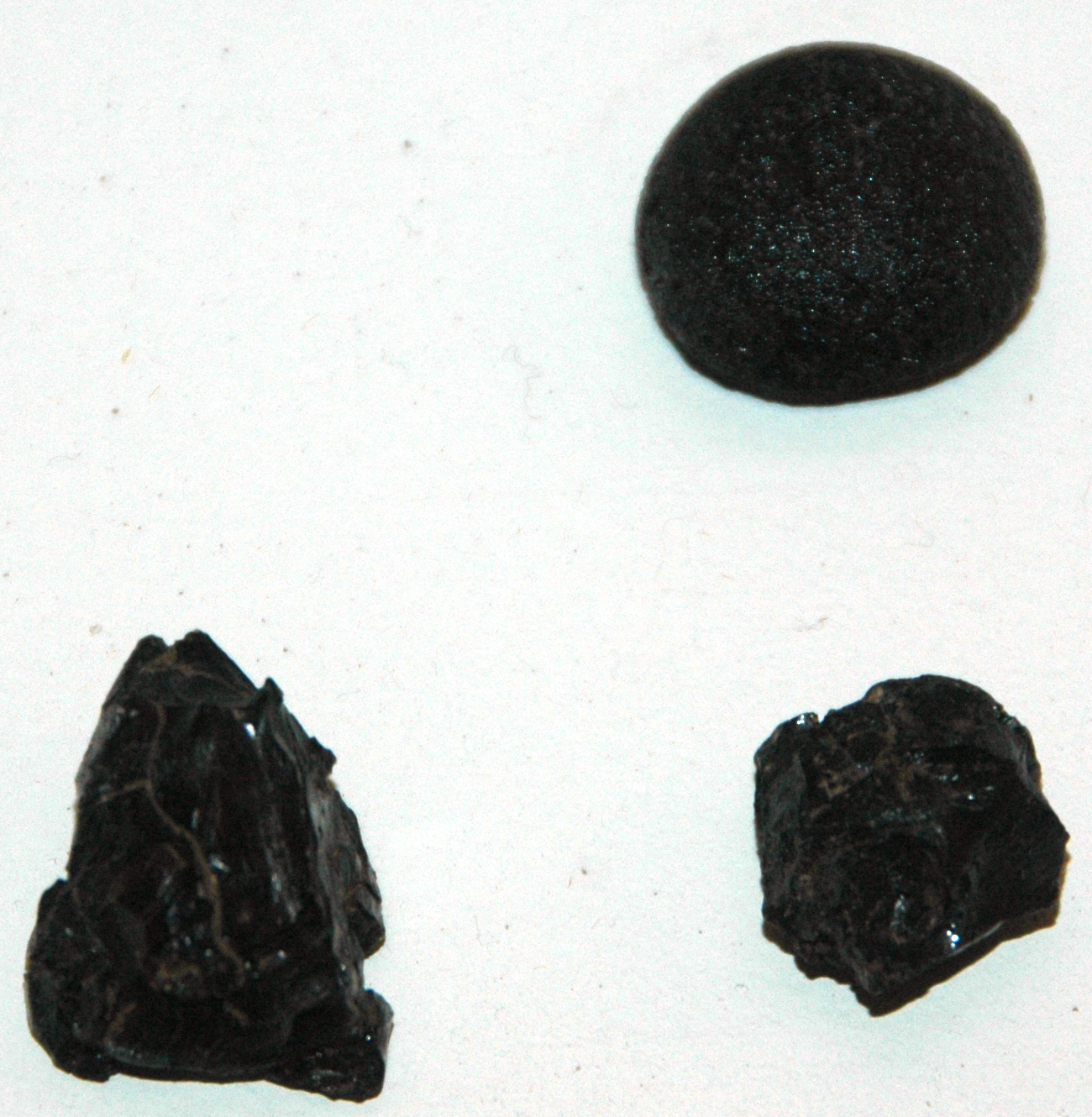
Образцы биллитонитов

Биллитони́т (нидерл. Billitonit) — региональная форма индошинита-австралита, стекла метеоритного происхождения, тектита-импактита, издавна известного, открытого и описанного голландскими учёными на небольшом индонезийском острове Биллитон (Белитунг), лежащем между островами Сулавеси и Калимантан. Область разброса биллитонита, вероятно, охватывает острова Яву и Калимантан, а также и часть Малайзии.:436 Однако только на небольшом острове Белитунг этот минерал находится в доступных для обнаружения местах, а зачастую и выходит на поверхность.
Между тем, несмотря на свою раннюю и отдельную известность, биллитониты безусловно могут быть отнесены к очень широкому типу тектитов, происходящему из самого крупного на земле австралазийского поля тектитового разброса. Их ареал рассеивания частично пересекается с северной частью австралитов, а также с южной частью индошинитов, в частности, происходящих из ударного кратера на лаосском плато Боловен. Будучи в целом сходными по внешнему виду и химическому составу, все перечисленные группы часто включаются в общий класс индошинитов-австралитов, иногда упоминаемый под суммирующим названием австралазийские тектиты. В их число входит и биллитонит.

## Источник и распространение минерала
На первый взгляд, вполне традиционно для тектитов, что минерал получил название «биллитонит» — по географическому месту его обнаружения. Практически все тектиты носят именно такие, региональные названия. Однако в данном случае имеет место прямо противоположный эффект происхождения имени. Долгое время, начиная с 1824 года маленький остров, находящийся между Сулавеси и Калимантаном, относился к числу голландских владений в Индонезии и Ост-Индии. В 1851 году на юго-востоке острова были обнаружены крупные месторождения оловянных руд, которые первоначально разрабатывались частной голландской компанией NV Billiton Maatschappij, учреждённой в Гааге при участии правительства. На оловянных рудниках Батусатам на юго-востоке острова во время добычи касситерита, минерала, также имеющего почти чёрный цвет, нередко попадались и обращали на себя внимание похожие на руду тёмные кусочки стекла, которые местные жители называли «чёрными камнями с неба». По аналогии появилось и название на голландском языке: Billitonite или «чёрный метеорит». Постепенно название самого известного минерала с острова проникло в литературу. Многие голландские учёные и путешественники, писавшие о геологии, географии и природе Ост-Индии, со временем стали называть таким же словом и сам остров: Биллитонит или короче — Биллитон. После получения независимости, название закрепилось в новом языковом виде: Белитунг. Впрочем, это только одна из версий происхождения названия острова. Но как бы то ни было, вплоть до нынешнего времени биллитонит или чёрный метеорит остаётся своеобразной визитной карточкой, символом и самым известным сувениром острова.

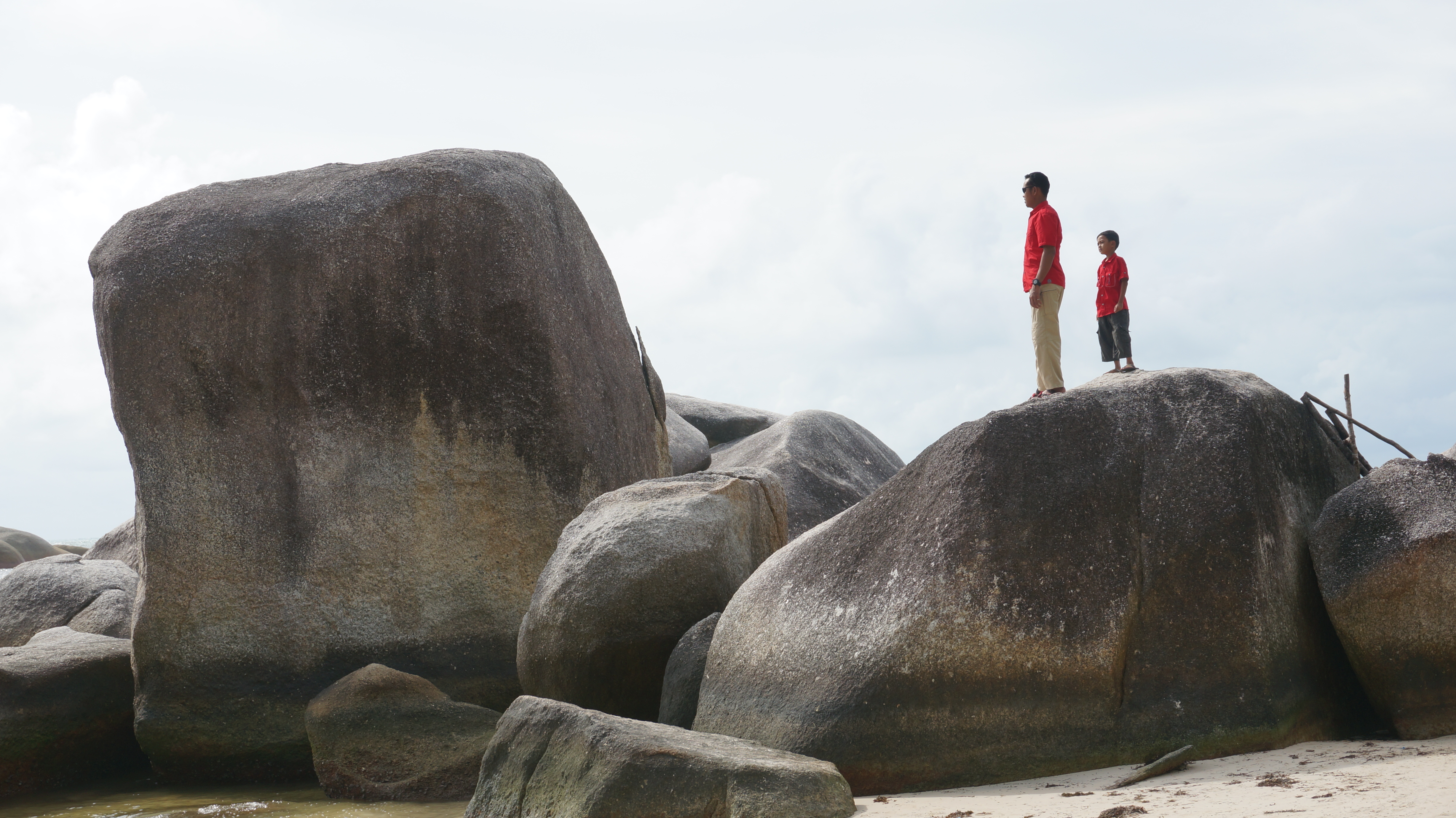
Гранитные валуны на юго-восточном берегу острова

Падение и взрыв крупного метеорита на территории Индокитая, вероятнее всего, произошли около 790 тысяч лет назад. На современный момент известно четыре основных зоны разброса тектитов, так или иначе, образовавшихся в результате столкновения с Землёй крупных астероидов, метеоритов или, вероятно, комет. Самая крупная зона разброса, обычно носящая название австралазийского тектитового поля, включает в себя часть территории Австралии, а также Филиппин и Индонезии с захватом почти всего Индокитая и далее на восток с небольшим заходом на территорию Китая. К этому же полю относятся и биллитониты, в целом определяемые как разновидность в ряду австралитов или индошинитов.
Биллитониты были обнаружены и описаны как специфические тектиты острова Биллитон, однако это только одно из многочисленных мест обнаружения аналогичных тектитов в Юго-Восточной Азии. Встречаются биллитониты на других островах Индонезии, где известны под названиями яваниты, филиппиниты и другие подобные им варианты индошинитов. Их обычные локализации находятся среди четвертичных гравиев и туфов, что позволяет косвенно определить их предельный возраст — менее миллиона лет. Эта величина вполне вписывается в средний возраст абляции тектитов юго-восточной части австралоазийского поля тектитового разброса, составляющий около 600 000 лет.
В середине XX века, ещё до открытия ударного кратера на плато Боловен, биллитониты были более известны, чем индошиниты, и наряду с австралитами часто упоминались в исследованиях, в том числе, антропологических. В частности, археологические экспедиции во время раскопок не раз обнаруживали чёрные тектиты (австралиты или биллитониты) в одном разрезе с костями питекантропов. Не раз перед антропологами вставал вопрос: «а может быть, питекантроп метал или использовал как-то иначе эти «таинственные тектиты» (биллитониты), круглые и блестящие?..»
В 1962 году Густав Кёнигсвальд передал в Гейдельбергскую физическую лабораторию 24 образца именно таких тектитов для так называемого калиево-аргонового анализа, чтобы получить более точную датировку найденных объектов. Как оказалось по результатам исследования, тектиты из трёх районов (австралиты, биллитониты, индошиниты) имеют возраст, соответствующий среднему плейстоцену (от 0,53 до 0,58 миллиона лет). Собственно, ископаемые биллитониты и позволили в конечном счёте определить периоды существования питекантропа. «Если я не ошибаюсь, — писал Кёнигсвальд, — то чудовищный дождь биллитонитов (может быть, несколько роев) падал на землю в конце среднего плейстоцена (примерное время питекантропов I и II) на Австралию и Юго-Восточную Азию...»

## Характеристика и состав минерала

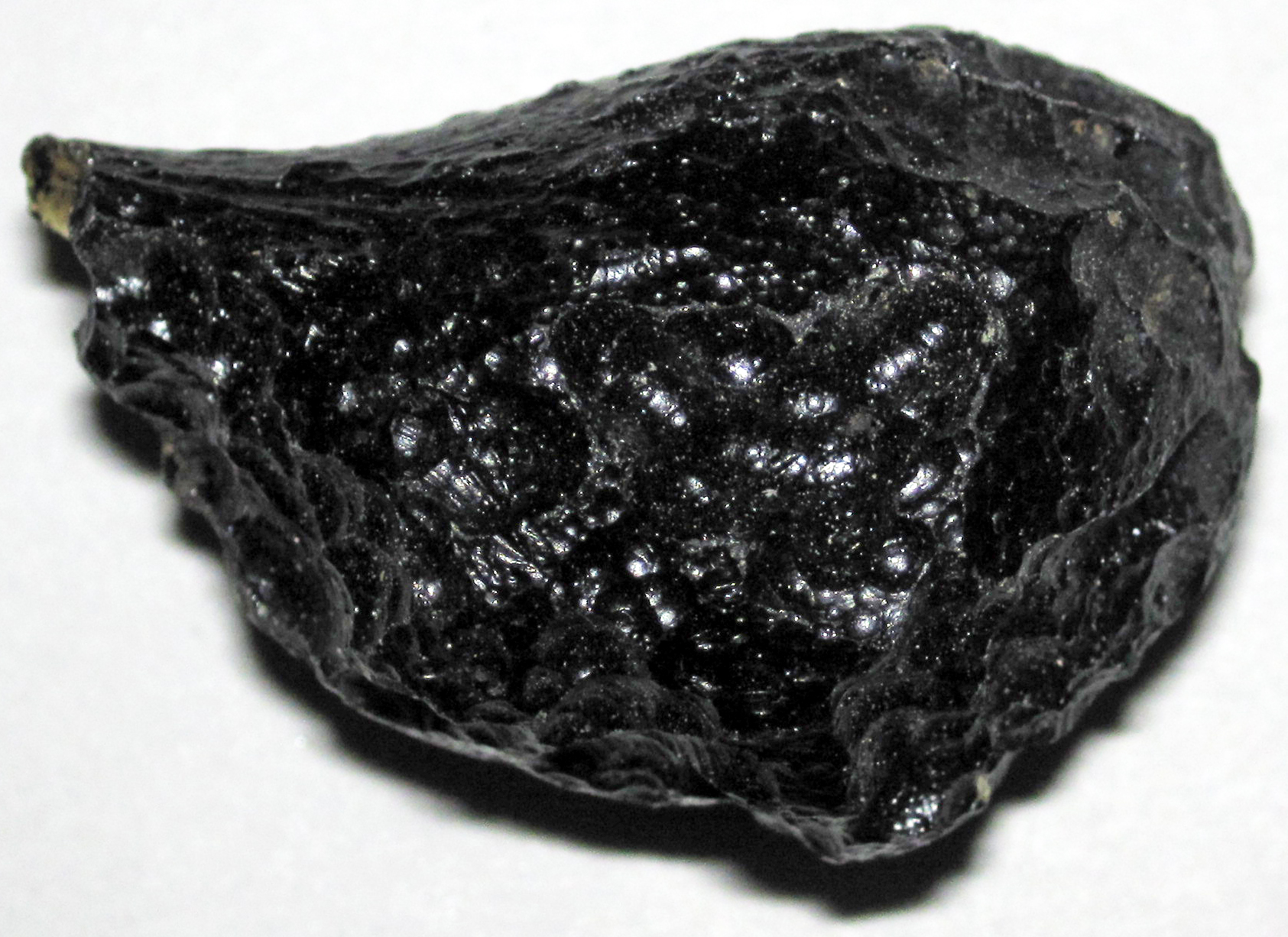
Типичный образец индошинита

С точки зрения химического состава в пределах общего числа обнаруженных на земле тектитов можно выделить несколько обособленных групп, образующих в порядке увеличения числа примесей в их составе примерно следующий ряд: молдавиты, индошиниты и австралиты, затем биллитониты и тектиты Берега Слоновой Кости.
Как видно из приведённого ряда, биллитониты содержат едва ли не максимальное число химических и механических примесей. Это обстоятельство определяет их внешний вид, а также сходства и отличия от других типов индошинитов или австралитов. Парадоксальным образом, по высокому общему содержанию примесей биллитониты сближаются также и с непрозрачными техасскими бедиаситами:90. Несмотря на отдалённое и обособленное географическое местоположение, последние своему внешнему виду и химическому составу относят к типу австралитов-индошинитов, хотя исследования химического состава показали, что степень разогрева исходного состава техасских образцов была в целом меньшей, чем в случае большинства индоазиатских тектитов. Примерная температура расплава оказалась промежуточной между биллитонитами и европейскими зелёными молдавитами:90.
Большинство образцов биллитонитов совершенно непрозрачны. Они имеют почти глухой, очень тёмно-коричневый цвет, при обычном освещении воспринимаемый как чёрный, чем напоминают самые густые образцы обсидиана. Сложная «аэродинамическая» текстура поверхности, размеры, объём, масса, плотность и твёрдость биллитонитов находятся в пределах таковых для общей группы индошинитов и австралитов. В целом преобладает стержневая и каплевидная формы разностей, причём, последняя считается для биллитонитов особенно характерной.
Исследования, проведённые с применением рентгеновской флюоресценции, позволили провести детальное сравнение биллитонитов с другими австралитами. По итогам анализа, в их составе обнаружилось более высокое содержание оксидов железа (прежде всего, Fe2O3), а также ионов кальция и марганца. Кроме того, сугубо «местное», характерное для рудников содержание примеси олова оказалось значительно более высоким по сравнению с другими тектитами. Последний факт, вероятно, может иметь в будущем особое значение для прояснения происхождения, процесса формирования и роли окружающих пород в образовании биллитонитов.